# Which (명령어)
which(위치)는 컴퓨팅에서 실행 파일의 위치를 식별하기 위해 다양한 운영 체제에서 사용하는 명령어이다. 이 명령어는 유닉스, 유닉스 계열 시스템, AROS 셸, 프리도스, 마이크로소프트 윈도우에서 사용이 가능하다. which 명령어의 기능은 type 명령어의 일부 구현과 비슷하다. POSIX는 이 기능을 수행하기 위한 command라는 명령어를 규정하고 있다.